# Persnäs distrikt
Persnäs distrikt är ett distrikt i Borgholms kommun och Kalmar län på norra Öland. 

## Tidigare administrativ tillhörighet
Distriktet inrättades 2016 och utgörs av socknen Persnäs i Borgholms kommun.
Området motsvarar den omfattning Persnäs församling hade vid årsskiftet 1999/2000.